# جائزة أستراليا الكبرى 1939
جائزة أستراليا الكبرى 1939 هو سباق فورمولا 1 أقيم بتاريخ 2 يناير 1939 في جنوب أستراليا.